# Strezai pálos kolostor
A strezai Mindenszentek pálos kolostor egy elpusztult pálos kolostor maradványa Horvátországban, Pavlin Kloštar településen.

## Fekvése
Pavlin Kloštar falutól északra egy patakvölgyben találhatók maradványai.

## Története
A Streza nevű birtokot, amelyen a kolostor felépült 1366-ban I. Lajos király oklevelében említik először, melyben Péter zágrábi főesperesnek és András nevű testvérének „Ztreza” és „Pluchina” birtokokat adományozza cserébe azért a birtokért, melyet Szécsi Miklós horvát-szlavón bán a csázmai káptalannak adott. A Mindenszentek tiszteletére szentelt kolostort (monasterium Omnium Sanctorum) 1374-ben Bessenyei János (Iohannes Bissenus) fejérkői (Bijela Stijena) várnagy építtette. A kolostor és a templom első írásos említése 1379. április 9-én történt, a kolostor a monoszlói Szűz Mária kolostor irányítása alá tartozott. Az ezt követő adománylevelekből és az 1477-es urbábiumból kitűnik, hogy egyike volt a középkori Horvátország leggazdagabb kolostorainak. 1465-ben vásártartási jogot kapott. Az 1475-ben Rojcsán megtartott horvát szábor minden adó és állami teher alól felszabadította. Utolsó említése 1538-ból származik, amikor a pálosok a török támadások elől menekülve végleg elhagyták a kolostort és a biztonságosabb Lepoglaván telepedtek le. Magukkal vitték legértékesebb tárgyaikat és levéltárukat. Valószínűleg ekkor még az épületekben nem keletkezett kár, mert egy 1540-es oklevélben megemlítik azon várak és építmények között, melyeket a török elleni védelem szempontjából lerombolni, vagy megerősíteni kell. A kolostor építőanyagát később a közeli Kapela plébániatemplomának és plébániájának építéséhez használták fel.

## Mai állapota
Régészeti lelőhely a falutól északnyugatra található középkori pálos kolostor maradványaival. A csendes patakvölgyben a kolostor egykori négyszög alakú helyét két patak fogja közre. A régészeti feltárások 2006-ban kezdődtek ezen a helyen, melyet akkor még sűrű erdő fedett. 2008-ra sikerült feltárni a kolostort és templomát, mely egyhajós, keletelt épület volt sokszög alaprajzú apszissal. Hosszúsága 33 méter, szélessége 9 méter volt. A szentély északi oldalához csatlakozott a sekrestye. A kolostor épületegyüttese a templomtól északra állt középén a kerengővel. Épületei egy észak-déli tengelyű, 70 méter hosszúságú és 50 méter szélességű területet fogtak közre. A szakemberek két építési fázisát különböztették meg. Szerkezete nem a horvátországi, hanem a pécs-jakabhegyi, a salföld-köveskúti és a nagyvázsonyi kolostorokkal mutat rokonságot.